# Oliver Baumann
Oliver Baumann (ur. 2 czerwca 1990 w Breisach am Rhein) – niemiecki piłkarz występujący na pozycji bramkarza w niemieckim klubie TSG 1899 Hoffenheim. Jest wychowankiem klubu SC Freiburg.

## Kariera klubowa
Oliver Baumann rozpoczynał karierę juniora w FC Bad Krozingen. W 2000 roku, w wieku 10 lat przeniósł się do juniorów pobliskiego Freiburga. W 2008 roku wygrał z młodzieżowką SC Freiburg mistrzostwo i Puchar Niemiec. W 2009 roku zaczął grać w drugiej drużynie klubu z Fryburga Bryzgowijskiego. W 2010 roku, w wieku 20 lat został powołany do kadry pierwszej drużyny Freiburga. W sezonie 2010/2011, pod wodzą Robina Dutta, Freiburg zajął 7. miejsce w lidze. Baumann jest obecnie podstawowym bramkarzem swojej drużyny. W 2014 roku za 7 milionów € przeniósł się do TSG 1899 Hoffenheim.
| Sezon   | Klub                | Kraj   | Rozgrywki    | Mecze | Bramki |
| ------- | ------------------- | ------ | ------------ | ----- | ------ |
| 2009/10 | SC Freiburg         | Niemcy | Bundesliga   | 1     | 0      |
| 2009/10 | SC Freiburg II      | Niemcy | Regionalliga | 20    | 0      |
| 2010/11 | SC Freiburg         | Niemcy | Bundesliga   | 30    | 0      |
| 2010/11 | SC Freiburg II      | Niemcy | Regionalliga | 2     | 0      |
| 2011/12 | SC Freiburg         | Niemcy | Bundesliga   | 33    | 0      |
| 2012/13 | SC Freiburg         | Niemcy | Bundesliga   | 34    | 0      |
| 2013/14 | SC Freiburg         | Niemcy | Bundesliga   | 33    | 0      |
| 2014/15 | TSG 1899 Hoffenheim | Niemcy | Bundesliga   | 34    | 0      |
| 2015/16 | TSG 1899 Hoffenheim | Niemcy | Bundesliga   | 33    | 0      |
| 2016/17 | TSG 1899 Hoffenheim | Niemcy | Bundesliga   | 34    | 0      |
| 2017/18 | TSG 1899 Hoffenheim | Niemcy | Bundesliga   | 34    | 0      |
| 2018/19 | TSG 1899 Hoffenheim | Niemcy | Bundesliga   | 29    | 0      |

## Kariera reprezentacyjna
W 2010 roku przez swoje dobre występy Baumann otrzymał powołanie do reprezentacji Niemiec U-20. Po roku gry na tym poziomie został powołany do reprezentacji Niemiec U-21. 14 października 2024 zadebiutował w seniorskiej reprezentacji w wygranym 1:0 meczu z Holandią w wieku 34 lat i 134 dni, dzięki czemu został trzecim pod względem wieku debiutantem w historii niemieckiej kadry.